# Forman, Dakota de Nord
Forman este sediul comitatului Sargent (conform originalului din engleză, Sargent County), unul din cele 53 de comitate ale statului american Dakota de Nord. Populația fusese de 504 de locuitori la recensământul din 2010. Forman a fost fondat în 1883.
1. ↑  Recensământul Statelor Unite ale Americii din 2010, accesat în 9 iulie 2020